# Whitney Houston (альбом)
Whitney Houston — дебютный одноимённый альбом американской певицы Уитни Хьюстон, выпущенный 14 февраля 1985 года. Первоначально альбом показывал слабые коммерческие результаты, дебютировав лишь на 166 месте чарта Billboard 200. Однако спустя год, в марте 1986 года, он возглавлял хит-парад США, продержавшись на вершине в общей сложности 14 недель. Три сингла — («Saving All My Love for You», «How Will I Know» и «Greatest Love of All» — стали № 1 в чарте Billboard Hot 100 (что стало первым случаем в истории чартов среди всех женщин-исполнительниц). Альбом также стал одним из редчайших случаев успеха для чернокожих певиц, имевшим глобальный успех и возглавлявших чарты во многих странах мира, таких как Канада, Австралия, Норвегия и Швеция, и достигнув второго места в таких странах, как Великобритания, Германия и Швейцария.
Альбом был сертифицирован в марте 1999 как Бриллиантовый (Diamond) за продажи в 10 млн.копий на территории США, а позднее — более 13 млн; платиновый статус присвоен в июле 1999 года от имени Recording Industry Association of America. Всего в мире продано более 25 млн копий диска, что делает альбом одним из самых успешных в истории музыки.
На 28-й церемонии «Грэмми» в феврале 1986 года Whitney Houston получил 4 номинации, включая Лучший альбом года и выиграл одну из них, Best Pop Vocal Performance, Female за песню «Saving All My Love for You». В 1987 году на 29-й церемонии «Грэмми», альбом получил ещё одну номинацию — Record of the Year за песню «Greatest Love of All».
В 2003 году альбом был ранжирован под № 257 в списке журнала Rolling Stone (500 величайших альбомов всех времён по версии журнала Rolling Stone). В честь 25-летия выхода альбома он был переиздан 26 января 2010 года с дополнительными 5 бонусными треками и на DVD.
В ноябре 2015 года журнал Billboard включил альбом «Whitney Houston» в список лучших альбомов всех времён в США (№ 11 в «Greatest of All Time: Billboard 200 Albums», в период с 1963 по октябрь 2015).

## Список композиций
| №                   | Название                                                | Автор(ы)                                               | Продюсер(ы)           | Длительность |
| ------------------- | ------------------------------------------------------- | ------------------------------------------------------ | --------------------- | ------------ |
| 1.                  | «You Give Good Love»                                    | LaLa                                                   | Kashif                | 4:36         |
| 2.                  | «Thinking About You»                                    | Kashif, Lala                                           | Kashif                | 5:24         |
| 3.                  | «Someone for Me»                                        | Raymond Jones, Freddie Washington                      | Jermaine Jackson      | 4:58         |
| 4.                  | «Saving All My Love for You»                            | Gerry Goffin, Michael Masser                           | Michael Masser        | 3:58         |
| 5.                  | «Nobody Loves Me Like You Do» (дуэт с Jermaine Jackson) | James P. Dunne, Pamela Phillips                        | Jermaine Jackson      | 3:47         |
| 6.                  | «How Will I Know»                                       | George Merrill, Shannon Rubicam, Narada Michael Walden | Narada Michael Walden | 4:34         |
| 7.                  | «All at Once»                                           | Jeffrey Osborne, Michael Masser                        | Michael Masser        | 4:27         |
| 8.                  | «Take Good Care of My Heart» (дуэт с Jermaine Jackson)  | Pete McCann, Steve Dorff                               | Jermaine Jackson      | 4:14         |
| 9.                  | «Greatest Love of All»                                  | Linda Creed, Michael Masser                            | Michael Masser        | 4:57         |
| 10.                 | «Hold Me» (дуэт с Teddy Pendergrass)                    | Michael Masser, Linda Creed                            | Michael Masser        | 6:02         |
| Общая длительность: | Общая длительность:                                     | Общая длительность:                                    | Общая длительность:   | 47:23        |

| №   | Название | Ремиксеры                  | Длительность |
| --- | --- | -------------------------- | ------------ |
| 11. | «Thinking About You» (12" dance remix) | Bruce Forest               | 7:16         |
| 12. | «Someone for Me» (12" dance remix) | Alan "The Judge" Coulthard | 7:24         |
| 13. | «How Will I Know» (a cappella) | —                          | 3:59         |
| 14. | «How Will I Know» (12" dance remix) | John "Jellybean" Benitez   | 6:32         |
| 15. | «Greatest Love of All» (Живая запись в Radio City Music Hall (New York), 9 марта 1990 года, во время гала-концерта, посвящённого 15-летию лейбла Arista Records) |                            | 7:06         |

| №  | Название                                             | Примечание                                                                    | Длительность |
| -- | ---------------------------------------------------- | ----------------------------------------------------------------------------- | ------------ |
| 1. | «Conversations with Whitney Houston and Clive Davis» | —                                                                             | 9:30         |
| 2. | «Home»                                               | Houston's premiere TV performance from The Merv Griffin Show on June 23, 1983 | 4:45         |
| 3. | «I Am Changing»                                      | Live from the Arista Records 10th Anniversary celebration on December 1, 1984 | 4:52         |
| 4. | «You Give Good Love»                                 | Live from the 1st Annual Soul Train Music Awards on March 23, 1987            | 4:17         |
| 5. | «You Give Good Love»                                 | Promo music video                                                             | 4:07         |
| 6. | «Saving All My Love for You»                         | Promo music video                                                             | 3:56         |
| 7. | «How Will I Know»                                    | Promo music video                                                             | 4:31         |
| 8. | «Greatest Love of All»                               | Promo music video                                                             | 4:52         |

## Чарты
| Чарт (1985-86/2012)        | Высшая позиция |
| -------------------------- | -------------- |
| Australian Albums Chart    | 1              |
| Austrian Albums Chart      | 3              |
| Canadian Albums Chart      | 1              |
| French Albums Chart        | 13             |
| German Albums Chart        | 2              |
| Italian Albums Chart       | 11             |
| Japanese Albums Chart (CD) | 2              |
| Japanese Albums Chart (LP) | 4              |
| Japanese Albums Chart (CT) | 6              |
| New Zealand Albums Chart   | 3              |
| Norwegian Albums Chart     | 1              |
| Swedish Albums Chart       | 1              |
| Swiss Albums Chart         | 2              |
| UK Albums Chart            | 2              |
| U.S. Billboard 200         | 1              |
| U.S. Top Black Albums      | 1              |

| Чарт (1985)                    | Позиция |
| ------------------------------ | ------- |
| Канада (RPM Year-End)          | 30      |
| США (Billboard Top Pop Albums) | 29      |
| Чарт (1986)                    | Позиция |
| Australian Albums Chart        | 1       |
| Austrian Albums Chart          | 17      |
| Japanese Albums Chart          | 17      |
| Swiss Albums Chart             | 1       |
| UK Albums Chart                | 5       |
| U.S. Black Albums              | 1       |
| U.S. Pop Albums                | 1       |
| Чарт (1987)                    | Позиция |
| Italian Albums Chart           | 43      |

| Чарт (1980—1989)        | Позиция |
| ----------------------- | ------- |
| Australian Albums Chart | 5       |

## Сертификации
| Регион | Сертификация   | Продажи    |
| --- | -------------- | ---------- |
| Австралия (ARIA) | Платиновый     | 70 000^    |
| Австрия (IFPI Austria)                                                                                                   | Платиновый     | 50 000*    |
| Бельгия (BEA) | Золотой        | 25 000*    |
| Канада (Music Canada) | Бриллиантовый  | 1 000 000^ |
| Дания (IFPI Danmark) | Золотой        | 50 000^    |
| Франция (SNEP) | Золотой        | 100 000*   |
| Финляндия (Musiikkituottajat)                                                                                            | Золотой        | 29,109     |
| Германия (BVMI) | Платиновый     | 500 000^   |
| Гонконг (IFPI Hong Kong)                                                                                                 | Платиновый     | 20 000*    |
| Нидерланды (NVPI) | Платиновый     | 100 000^   |
| Новая Зеландия (RMNZ) | 2× Платиновый  | 30 000^    |
| Норвегия (IFPI Norway)                                                                                                   | Платиновый     | 50 000*    |
| Швеция (GLF) | 2× Платиновый  | 200 000^   |
| Швейцария (IFPI Switzerland)                                                                                             | Платиновый     | 50 000^    |
| Великобритания (BPI) | 4× Платиновый  | 1 200 000^ |
| США (RIAA) | 14× Платиновый | 14 000 000 |
| * Данные о продажах приведены только на основе сертификации. ^ Данные о тиражах приведены только на основе сертификации. |                |            |